# Garamut
Els garamuts (pidgin) són tambors d'escletxa de diferents mides i formes, que es toquen en la música cerimonial de Nova Guinea, per a la transmissió de notícies i l'acompanyament de cançons i balls tradicionals. La majoria són tocats només per homes, són idiòfons, es troben a les costes i rius del nord de Papua Nova Guinea, especialment a la regió de Sepik, a l'Arxipèlag de Bismarck, a Nova Bretanya, a les illes del nord de Salomó i en altres illes més petites i es va estendre a les illes de Melanèsia.
Un garamut es considera un instrument musical sacre, a través del qual es parla amb els ancestres, i té un paper central en els ritus de pas o cerimònies d'iniciació. En conseqüència, existeixen alguns tabús de contacte: els garamuts es mantenen en un lloc determinat o en una casa de culte especial, la seva producció sovint es du a terme en un lloc secret al bosc, on és possible que les dones no puguin accedir. Els valuosos exemplars es produeixen amb molts relleus i les seves nanses portadores als extrems solen representar figures humanes i animals. El significat del toc del tambor pot ser diferent per a cada objecte de culte per als grups socials individuals en una societat i en funció de la situació. El mateix tambor d'escletxa es pot utilitzar per transmetre missatges i rituals individuals en un context màgic-religiós. Garamut és també el nom d'una fusta dura (Vitex cofassus) que s'utilitza comunament per construir aquests tambors.

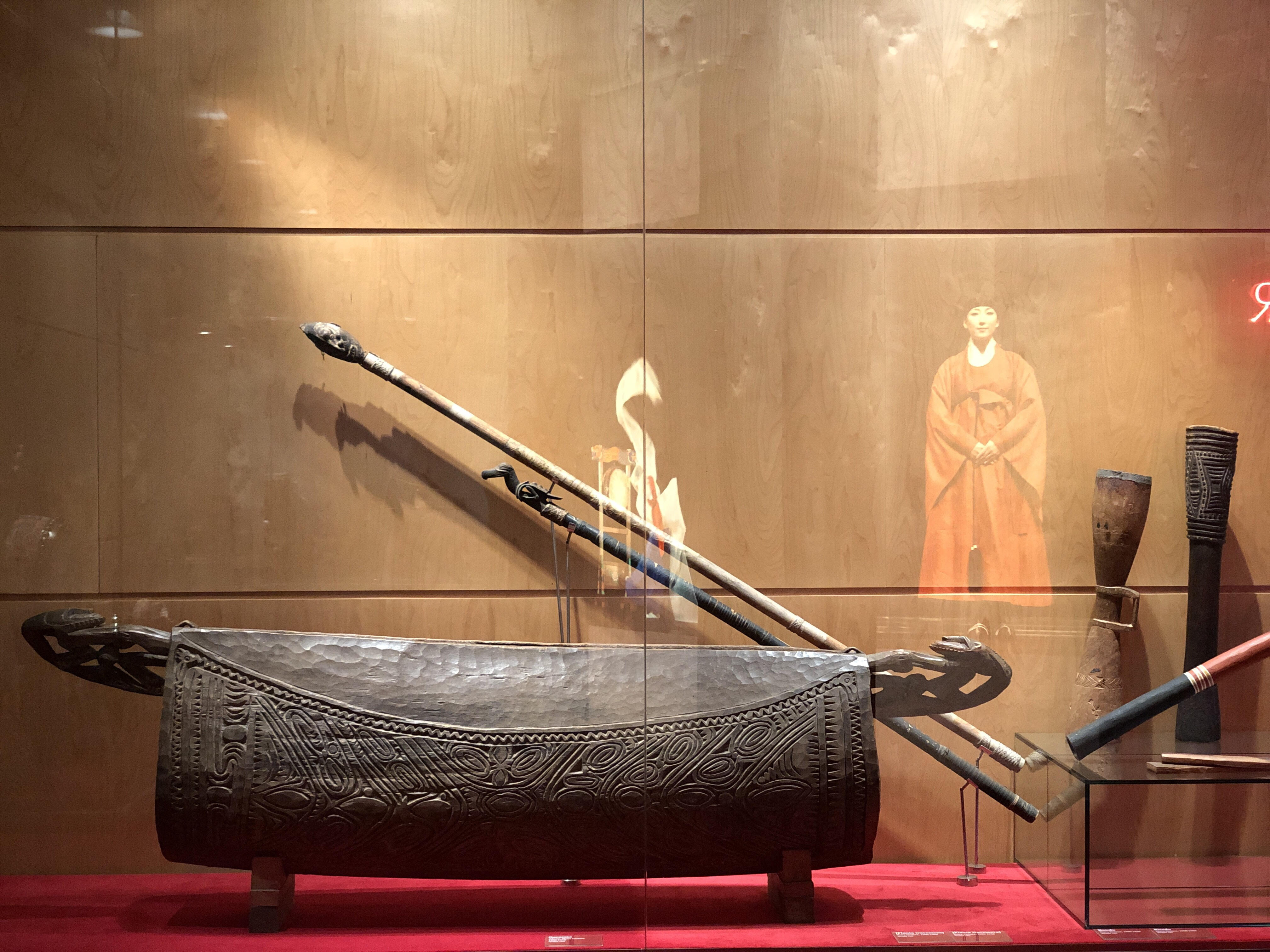
Garamut construït a Aibom, a principis del, conservat al Museu de la Música de Barcelona

## Propagació
El nom de garamut no és del tot clar. Presumiblement, la paraula no arriba fins a finals del segle xix. Era quan van començar a viatjar els primers missioners i investigadors europeus de la regió. Igual que la paraula kundu, que resumeix els tambors amb forma de rellotge de sorra generalitzada a Nova Guinea i colpejada per ballarins, els europeus podrien haver estat agafat un nom específic d'un idioma local i haver-lo generalitzat per als europeus. Sibyl Marcuse(1964), en el seu lèxic dels instruments musicals, té una selecció de 13 termes per anomenar aquest instrument, alguns d'ells són angremut, dangamut (lavongai) galamutu (Illes Sant Maties) garamudu i karamut (Duc d'Illa York), kolamut o gamti (Nova Irlanda), naramut qaramut (Península de Gazelle), ngaramut i tarremut (Nova Irlanda). L'angremut va ser inclòs per Curt Sachs (1913), però a la secció de xilòfons. Així, l'instrument de percussió primitiu que es troba a Nova Bretanya era descrit per primera vegada el 1887, consistia en dos pals de fusta d'uns 70 centímetres de llarg i uns set o onze centímetres d'ample que el músic (com si fos una mena de xilòfon) es col·locava sobre els seus genolls o sobre una obertura estreta al terra, que servia com a cambra de ressonància.
Garamut és el nom en pidgin del gènere Vitex cofassus, que s'ha convertit en l'"arbre del tambor". A la llengua Pala de Nova Irlanda, el garamut significa "una espècie de peix". El pare J. Eberlein va descriure el 1910 els tambors de la península de Gazelle i va dirigir la paraula a garamut com a composició d'un gara, "cançó" i coratge, "silenci", presumiblement perquè quan el tambor parla, la cançó i la paraula parlada queden en silenci. "A gara i muti" significa, doncs, una invitació al silenci, que algú demanava als cantants de la nit, si volia escoltar el tambor en la distància.
Alguns noms regionals per als tambors d'escletxa de la costa nord de Nova Guinea són galamo (llengua Nakanai a la província de West New Britain), galamutu (illa d'Emirau), giram (llengua Kairiru, província d'East Sepik), yilamo (gent de Kove a West New Britain província), giramo (illa manam) Wagan (iatmul Sepik mig, després que el mateix esperit ancestral) i el Solomon garamuc (idioma Halia a l'illa de Bougainville) i Kamus (idioma Tinputz mateix lloc). Els tambors de d'escletxa en les illes de l'Almirallat es diuen dali, rali, lali (també a Fiji i Tonga), així com drames, ndrame i ndral.
A la costa sud de Nova Guinea i cap a l'interior, no hi és. A la costa nord de Papua Occidental pràcticament han desaparegut o mai han existit. S'estenen cap a l'est des de Papua Nova Guinea fins a les fronteres de les províncies de Madang i Morobe, en una zona aïllada al voltant de la ciutat de Lae a la província de Morobe i cap a l'interior al llarg dels rius, especialment al Sepik i al Ramu.
Hi ha enllaços culturals amb illes més a l'est del Pacífic. Per exemple, abans en la música de Tuvalu i altres illes del Pacífic, el tambor d'escletxa es tocava a pate.
Algunes persones que viuen més lluny de les costes i rius, els havien tocat fins al segle xix. Es desconeixien els tambors d'escletxa fins a començaments del segle xx, quan arriben els missioners cristians. L'Azera, a la vall de Markham a la província de Mor té tres tambors amb forma de rellotge de sorra, dits simpup, un amb el cos fet d'argila (simpup Gur). Els missioners van introduir els tambors d'escletxa, els van fer ells mateixos i els van posar en lloc de les campanes de l'església en els serveis de l'església i en altres reunions. L'Azera designa la importació com a garamut perquè no tenen una paraula pròpia.

## Disseny i maneres de tocar

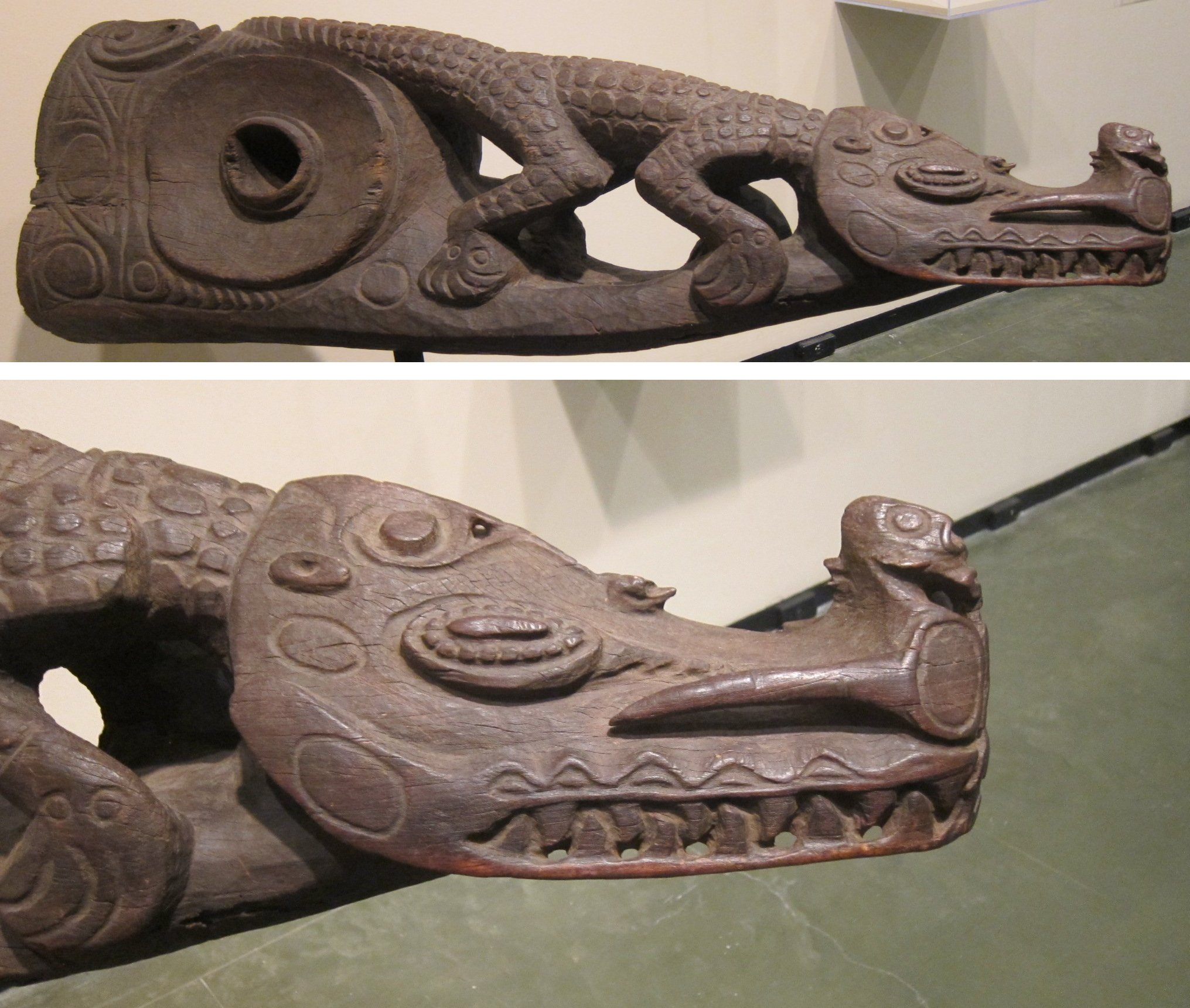
Garamut del Iatmul al centre de Sepik. Tallat en forma de cocodril al Museu d'Art de Honolulu.

Un tambor d'escletxa consisteix en la majoria dels casos en un tronc d'arbre, al que se li talla una ranura pel costat longitudinal i es buida per facilitar les vibracions, com si fos un gong. El terme anglès slit gong s'aplica correctament al tipus de producció de so, mentre que "tambor" fa referència falsament a un instrument de percussió amb una membrana. La longitud de les garamuts oscil·la entre els 40 centímetres i els 4 o 5 metres, de mitjana tenen entre 1,5 i 2 metres de llarg. Els tambors d'escletxa de la part inferior del Sepik són d'un a dos metres més curts que els del Sepik mitjà. El significat sacre d'alguns instruments es veu reforçat per talles artístiques al baix relleu en els laterals o la pintura amb patrons geomètrics. Les nanses d'un o dels dos costats sovint mostren figures animals o humanes.
Els grans tambors d'escletxa de Nova Guinea solen tocar-se horitzontalment sobre dues bases de fusta estirades al terra, les més petites -i menys corrents- en una construcció de pal. Els tambors amb ranures horitzontals són diferents dels moderns, verticals, grans tambors de les ranures de les lles Vanuatu, Vanuatu i les Illes de l'Almirallat en forma humana. El músic s'asseu en un costat i colpeja amb pals curts directament a la vora de la ranura o lleugerament lluny de la vora, produint diferents sons. Alternativament, una o més persones de peu poden tocar amb un pal llarg a la ranura del tambor. La diferència de to de les dues vores de les ranures depèn de la construcció, poguent tenir una segona, una tercera o una cinquena. Les possibilitats musicals inclouen, per tant, dins d'un ventall limitat de ritmes i de temps, la variació del volum, així com diversos sons i timbres. Els tambors d'escletxa els toquen quasi exclusivament els homes, tot i que en algunes ocasions poden tocar-los les dones com a entreteniment.
A les grans festes del poble (cantar), les cançons i els balls de vegades s'acompanyen de garamuts, a més dels tambors amb forma de rellotge de sorra petits (kundu). El líder d'una música cerimonial és el gran home que canta. A Nova Irlanda, als festivals, dos homes toquen el garamut amb pals llargs mentre realitzen un ball i mouen els pals de forma salvatge. El garamut solista és tocat i s'alterna amb el cant d'un cor mixt.
Només a Nova Irlanda hi havia deixalles usades, que en el seu sentit sagrat eren equivalents als tambors ranurats. Consistien en un bloc de fusta allargat, a tots els costats, arrodonit, que es talla a la part superior gairebé tres cops fins a gairebé al mig. Les ranures s'amplien dins de cavitats. Si la superfície és curta longitudinalment a mà, les parts individuals de fusta vibren i produeixen tres tons penetrants. Les dones i els no iniciats no van poder veure la fusta de fricció. Per a ells, el so hauria d'evocar veus fantasmes. El seu nom en el dialecte de la Nova Irlanda del Nord-oest és adequadament manu taga kul, "l'ocell canta".

## Construcció

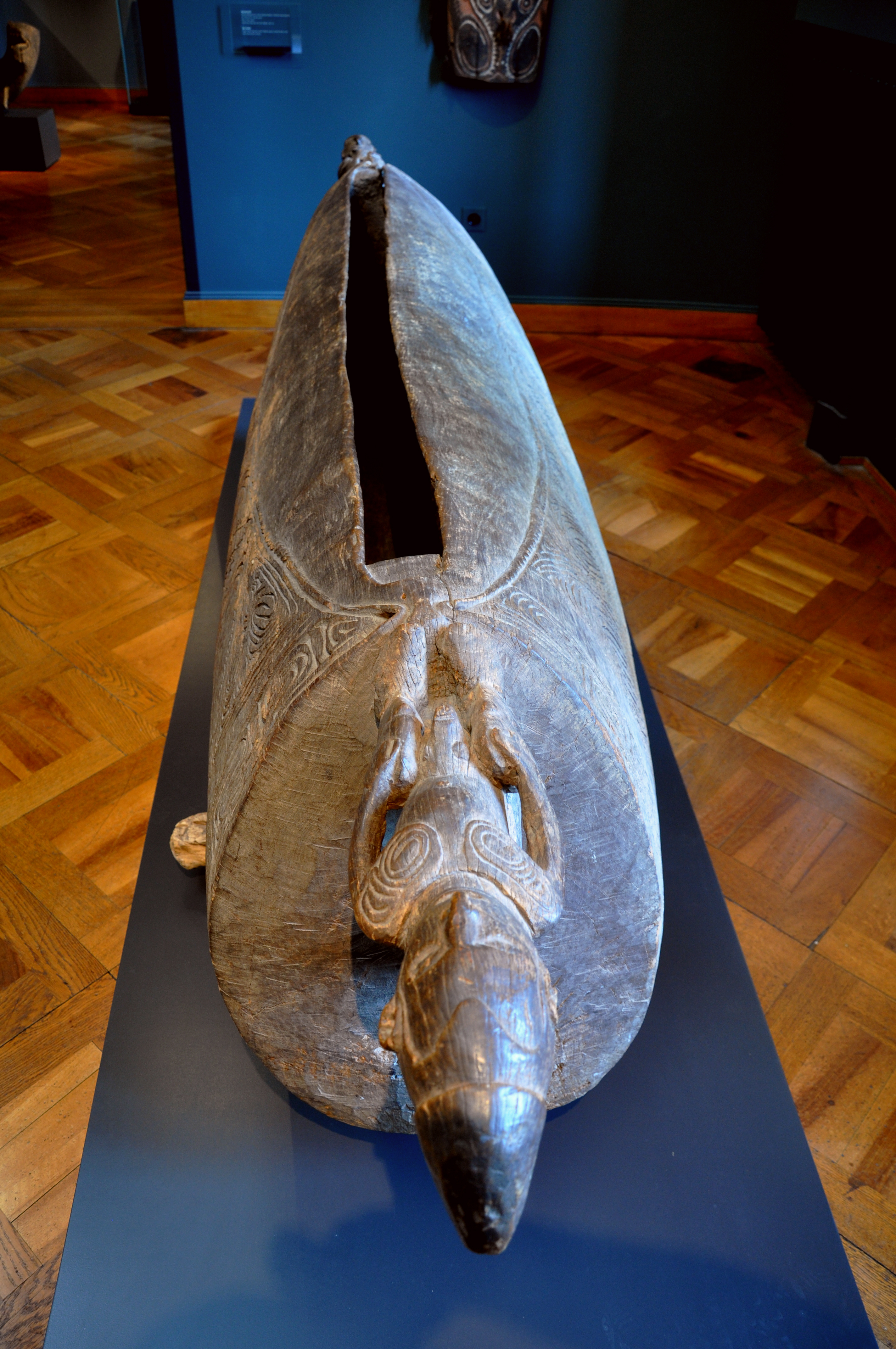
Garamut del Sepik Central, segle XVIII-XIX. Nanses amb forma de figures humanes als dos extrems. Museu Rietberg, Zuric

### Península de Gazelle
Com a tambors per anunciar notícies no són adequats els tambors d'escletxa grans, però sí els de grandària mitjana, que produeixen un so més precís. Els garamuts ideals de la Península de Gazelle tenen uns 1,2 metres de llarg amb un diàmetre de 30 centímetres. Com que les dones no poden veure com es construeixen, el constructor de tambors, segons una descripció de l'any 1910, es retira en un lloc remot del bosc. Allà tria un arbre, divideix el tronc en tres o quatre parts, els col·loca en una cabana construïda especialment, on s'hi està diverses setmanes o mesos i pot treballar-hi si plou. En primer lloc, dona al tronc una forma ovalada, gairebé circular a la part inferior longitudinal i més estreta a la part superior. Als dos extrems hi construeix nanses de transport.
En la construcció tradicional de l'obertura del so, la ranura, s'estén un cable entre les dues nanses per determinar-ne la posició. Entre dos forats ovals tallats simètricament de 20x8 centímetres al llarg de línies s'executa al principi de l'obra, amb una ranura de 20 centímetres de llarg. El constructor tot seguit omple de carbó les obertures les obertures i empeny les brases dels dos costats cap al centre per ampliar la ranura a l'interior a una cavitat contínua. Quan les brases s'han cremat, les treuen i les substitueixen per noves. La forma es realitza amb una destral. Com més gran és l'espai ressonant creat a l'interior, més cos tindrà el so. El resultat del so adequat depèn també de la forma i l'amplada de les llengües. Els tambors d'escletxa de la península de Gazelle se solien pintar de vermell i de blanc en acabar, s'inauguraven amb un encanteri màgic i després es lliuraven al seu futur propietari.
A l'illa de Karkar, a la costa de la província de Madang, la construcció de tambors d'escletxa (goyak) encara es troba al centre de les activitats rituals dels homes. Diversos homes es retiren a un clar durant un mes on construeixen un gran nombre de tambors. Eviten el contacte amb les seves esposes durant aquest temps. A la gran festa de cloenda presenten garamuts, tambors de mà i canten cançons cerimonials acompanyades amb el Kundu (amung-mungo) i altres cançons de ball. Quan acaben, els tambors d'escletxa es lliuraran als pobles veïns per al proper festival.

### Yangoru
El districte de Yangoru, a la província de l'Est de Sepik, travessa les zones d'assentament dels arapesh, abelam, boiken i sawos, que parlen el dialecte yangoru de la llengua boiken. Aquest pertany a les llengües ndu de la família de llengües de Sepik. Per a ells, el tambor d'escletxa es diu mie (mi), que significa "arbre", "fusta", "tauler de fusta" i "talla de fusta" en diversos idiomes d'aquest grup. La paraula probablement prové del llenguatge iatmul. En el dialecte yangoru, els tres tipus de fusta utilitzats són el kwila (o hwabo, en el comerç de fusta Merbau, Intsia bijuga), miamba (en pidgin garamut, la fusta de tec, Vitex cofassus i moruhwo (pal de rosa). Els tambors d'escletxa són generalment construïts en parelles, el més gran es diu selek ("primer"), el menor heik ("segon"). L'abelam coneix tres mides de tambors d'escletxa intricatament tallats que només poden ser vistos per homes iniciats a la casa cerimonial: el gran i més profund de so és el maama mi, el mig kwaté mi i el petit nyégél mi.
La construcció de tambors a la zona de Yangoru es dona fins a l'actualitat, i com a la Península de Gazelle al voltant del 1900, es fa en secret. Només es permet a les mares amb nadons preparar i lliurar menjar al constructor de tambors. En cas contrari, sempre que treballi en un garamut, ha de mantenir-se allunyat de la seva dona. La construcció, en què participen diversos homes, dura dos o tres dies. El primer dia, tallen un arbre o preparen un tronc estirat a terra per treure l'escorça. Durant la nit, cobreixen la fusta i van a casa. L'endemà al matí, ben d'hora, realitzen un ritual màgic en el seu lloc de treball, ruixant-se amb una saba preparada. En cas que sorgeixin dificultats tècniques, es necessita un altre ritual (kambahele) per expulsar el kamba (helen). Amb aixes i altres eines es posen mans a l'obra per fer una selecció i Heik. És molt important provar el so abans d'acabar la peça. Al final del tercer dia, es porten els garamuts al poble. Els homes del poble donen la benvinguda als transportistes i toquen els garamuts amb el ritme anjiji o jiji, amb el qual s'anuncia l'arribada d'un nou tambor d'escletxa. El procés acaba amb una festa del poble en la qual es consumeix una gran quantitat d'ignames cuites amb plats secundaris.

### Districte de la costa de Rai
Per als Nekgini al districte de la costa Rai, al sud-est de la província de Madang, el culte de l'esperit kaapu (equivalent a tambaran al sepik) és un element central en la producció de tambors d'escletxa. Hi ha diversos tipus d'esperits (kaapu), especialment els esperits aquàtics kaap tupong yarung, que tenen veus boniques, i el perillós esperit kaap (que talla) del bosc. El procés de fabricació en quatre fases s'inicia amb la talla d'arbres. Una història explica que, en èpoques mítiques, es va tallar un enorme arbre, que va aportar riquesa per a alguns i la mort d'altres persones; només podia tallar l'arbre un home que no tingués germans. A més, s'observa la jerarquia social que licita en la construcció d'un tambor d'escletxa. La caiguda d'un arbre afecta la posició del mascle dins de la comunitat del poble i un jove no hauria de construir un tambor d'escletxa abans que ho faci el germà gran.
La segona fase tracta de l'assignació de les feines bàsiques als homes implicats en la construcció. Caminen un darrere de l'altre en fila fins al tronc estès a terra. L'home que arriba primer rep la part principal del tronc, l'últim la peça inferior. Després de marcar les seccions, se separen amb la destral. Durant els treballs, s'apliquen les abstinències conegudes (sense contacte sexual) i els tabús dels aliments. No obstant això, el treball de la fusta no el fan ben bé els homes, sinó els esperits dels boscos (talla de kaap), que només són útils per als homes. Encara no és clar en quina forma apareixen els fantasmes, perquè els detalls es mantenen en secret. Se suposa que els esperits dels boscos treuen els troncs com si fossin aus amb els seus becs. Primer, apareix el kengiau, una espècie de lloro que pot perforar els arbres. Després, el siurr sotngarangtin (calau) elimina les peces de fusta deixades entre els forats fins que es forma una ranura. Més tard, apareix el nung sarr (cacatua) i elimina l'escorça. Només quan tots els tambors d'escletxa han estat preparats en el mateix estat avançant, es poden colpejar per primera vegada amb una branca d'arbre de fusta flexible (tokung). Això es fa per obrir les orelles del tambor tallat. Aquest pal provisional és seguit pels temps reals de construcció del so amb un pal de fusta dura.
Una vegada que els troncs s'han buidat completament, i que s'acaba el tall de kaapu, s'expulsen els esperits perillosos. Segueixen un esquer d'ocell que un dels homes que es troba a la part superior del tambor tira a la muntanya. El kaap tupong yarung ocupa el seu lloc quan està a punt d'acabar-se el tambor, perquè ara les seves belles melodies són més sol·licitades.
A la quarta fase, els nous tambors d'escletxa es porten al poble com una processó de joves acabats d'iniciar. Prèviament, els homes cremen la superfície per fer-la negra i fer el tambor "fort" i perforar un forat a la part frontal. Amb una corda connectada a aquest forat, el tambor d'escletxa es pot tirar sobre el terra. Per protegir-los del poder màgic del tambor, els espectadors es tiren herbes i fulles al damunt.

## Importància cultural

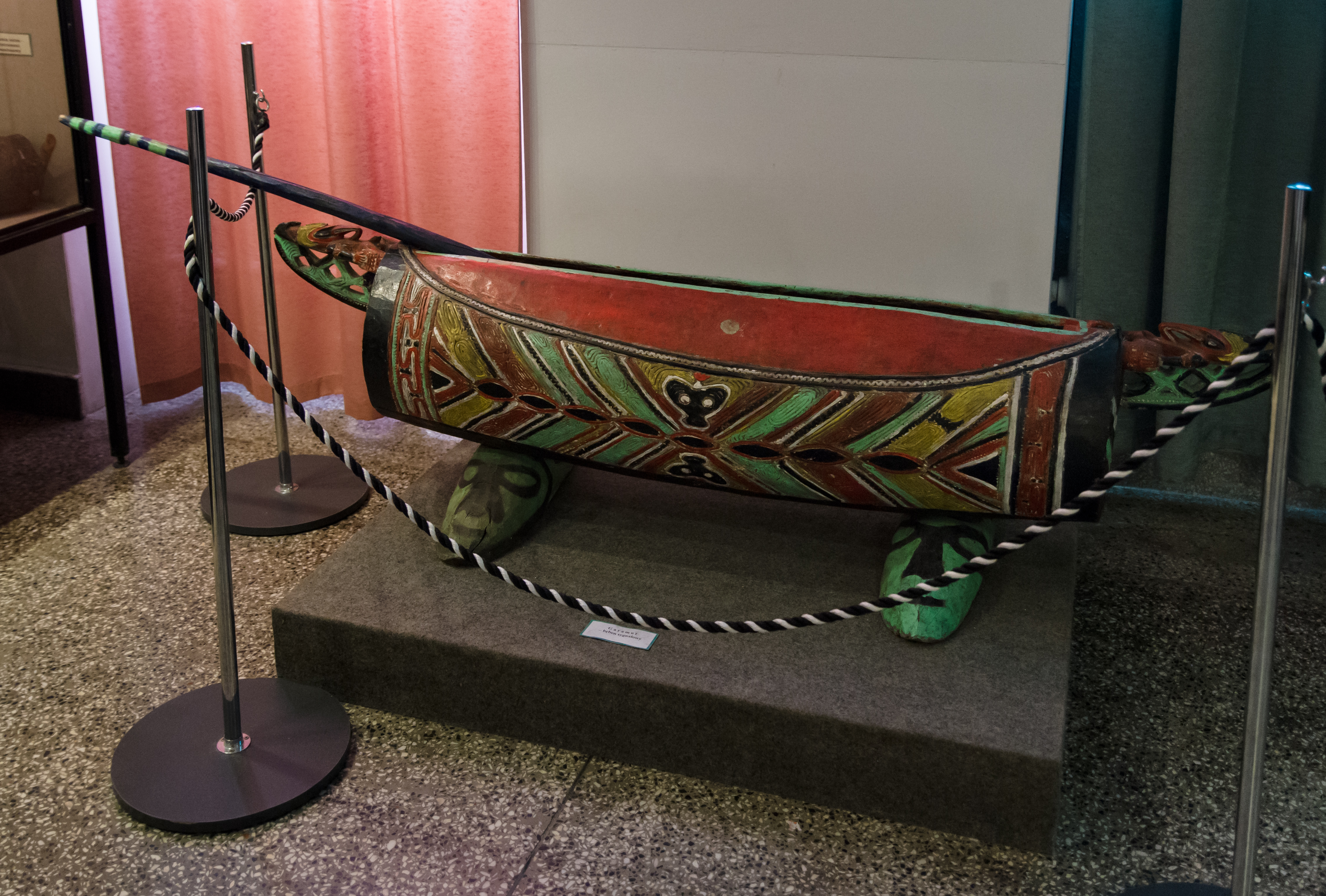
Garamut pintat amb dues nanses al Museu Etnogràfic de Pieniężno, Polònia.

Segons les idees dels pobles de la regió de Sepik, els objectes construïts són més que coses. Porten el poder creatiu del seu creador, que hi posa la seva artesania. El significat cultural del garamut en una societat depèn de l'ocasió en la qual es toca -en cerimònies d'iniciació o per acompanyar danses en dies festius- i afecta a dones, homes adults i homes joves en diferents graus. L'apreciació del garamut també depèn del lloc on s'emmagatzema. Igual que les màscares, els escuts de fusta i altres objectes rituals, el seu estatus sagrat a la casa de culte (en el Sepik haus tambaran) es pot reduir al valor de compra d'un objecte de museu.
La producció de tambors d'escletxa en un lloc secret és el treball tradicional dels homes, que també fabriquen canoes, xarxes de pesca, cases, armes i talles, mentre que les dones s'encarreguen de cuinar, anar a buscar aigua, aconseguir sagú i llenya i pescar. En el passat, els tambors d'escletxa s'utilitzaven sovint en cerimònies de caça i cultes al crani. En algunes cerimònies d'iniciació, les senyals dels tambors d'escletxa tenen un paper important, com el Mobumbo (a l'est de l'estuari de Ramu a la provincia de Madang) o el Iatmul al Sepik mig, on la iniciació del nen està associada a l'escarificació. Els tambors generalment s'emmagatzemen a la casa d'un home o es recolzen en un pal en una casa d'assemblea oberta. Les cases de culte o fantasmes de Malu (província de Sepik Oriental) es van decorarricament per al Festival de la Collita de Sago, segons un informe de 1888. La creença en els fantasmes segueix sent un element essencial en el tractament dels tambors d'escletxa.
Com a tambor portador de notícies, un garamut anuncia la mort d'un home (respectat). Anteriorment, hi havia altres tocs, coneguts abans de la introducció de les possibilitats de comunicació acústica del tambor, que incloïen un llenguatge de trucades estilitzat.

### Creació mítica de tambors d'escletxa
El significat màgic-ritual dels garamuts s'introdueix mitjançant llegendes. El mític creador és una parella de germans o la mare de Kasuar. El casuari és venerat com a esperit guardià a moltes regions.
Segons un mite cosmogònic, hi havia una mare anomenada Irigan, que va tenir dos fills, Buguti i Bugatai. Un dia, els germans van abandonar les seves cases i van marxar lluny, el germà gran portant un tambor de mà, el més petit un corn marí. En el camí vivien dels fruits del bosc. Quan van pujar a un arbre per collir més fruits, van agafar el plàtan que hi havia. Mentrestant, van veure un casuari buscant menjar sota l'arbre i immediatament va pensar en la seva mare quan el van veure. Per esbrinar si el casuar era en realitat la seva mare, van llançar alguns plàtans. Quan el casuari es va menjar els plàtans, els germans es van dir: "Sí, ell és la nostra mare. "Llavors van perdre la por als animals grossos i els dos van baixar de l'arbre. El casuari va prendre el germà petit amb el seu bec i el va posar acuradament a terra. Quan van preguntar al casuari si era la seva mare, va assentir. Els tres van continuar en un camí que va precedir al casuari fins que van arribar a una clariana on van acampar. Quan els germans van dormir a la nit, el casuari va crear un poble al seu voltant amb la seva paraula. L'endemà al matí, els germans es van trobar en una casa gran i bonica i van veure la seva mare davant d'ella. A ambdós costats del dormitori hi havia un gran tambor. Un germà va tocar aquest tambor, i l'altre germà un altre tambor. La mare també havia proveït un munt de dioscorea i taro per sopar. Van celebrar una gran festa i en els dies següents van tallar arbres i van fer que la terra es conegués. Quan la mare es va lesionar el dit mentre treballava al jardí, les bombolles de sang es van convertir primer en sal per condimentar el menjar, i més tard es va formar el mar a partir de les gotes de sang. Quan la mare va veure les masses d'aigua, es va convertir en una tortuga. El germà major Buguti estava assegut en un timó amb la marea cap a l'oest, el germà menor Bugatai va venir amb la marea cap a l'est. Durant el viatge, sempre van veure noves illes emergents del mar. Cada germà va aterrar en una illa on es va instal·lar. Més tard, es podien visitar amb canoes, intercanviant regals i vivint feliçment.
Després de la introducció dels parlants de nekgini en el districte de la costa del Rai, que viuen entre la costa i les montanyes Finisterre en una zona muntanyosa de fins a 500 metres per damunt del nivell del mar, el primer tambor d'escletxa va aparèixer sota l'aparença d'un jove acabat d'iniciar que va tornar al poble com a adult. Les qualitats humanes atribuïdes al tambor es poden veure en el seu disseny plàstic amb cara i òrgans sexuals. El tambor entra en la societat de forma paral·lela als humans, té una veu (humana) i una vida limitada.

### Iniciació
La iniciació simbolitza la transició d'una persona jove a un membre adult de la comunitat. Els joves d'aquesta edat passen el temps d'iniciació en un lloc apartat fora de la vida quotidiana del poble. En el cas del Nor-Papua, els habitants dels assentaments de la llacuna Murik prop de Wewak (província de Sepik Oriental), els iniciats de 10 a 14 anys són segrestats pels homes durant la nit i portats a la casa de culte (taáb), quan són admesos en el culte a la vestimenta, que ja no existeix en l'actualitat. Allí els fan passar proves, la majoria d'elles doloroses, amb dos garamuts que es troben al mig, colpejats amb pals i mans com si fossin tambors. Llavors s'han d'estirar al terra i deixar-se empènyer alternativament pels dos costats amb pals i ossos de casuari. La iniciació, que dura entre dos i tres mesos, també inclou atacs amb torxes, els focs de les quals han d'apagar els nens, i l'aparició d'un home amb escut i llança, amb la cara coberta de cal i que se suposa que els ha d'espantar. Pinten als nens amb pintures vermelles durant el període d'iniciació. Al final els decoren (amb braçalets, dents de gos i de porc), els homes toquen els tambors i la flauta i canten. La cerimònia gira al voltant de la vestimenta dels fantasmes, que estan a la casa de culte. Només aquells que han passat per la iniciació poden acostar-se a l'esperit de vegades especial.
L'esperit especial de la vestimenta només es veia en forma de màscara i la seva veu només s'escoltava en la música especial de les flautes. Segons la seva funció, un esperit d'aigua (bragmot) es distingia d'un esperit de pluja (aköm-brag) i d'un cert esperit local (nagobrag), que junts destacaven dels simples esperits dels morts (nabran). Durant la iniciació l'iniciador viu una fase simbòlica de purificació (catarsi), en la qual és empassat per l'esperit i escopit de nou a una nova vida al final. El monstre Balum, que propagà la por i el terror durant la iniciació del balum a la costa nort del Huongolf, va tenir un efecte similar en els no iniciats.
James Leach utilitza l'exemple dels parlants de Nekgini per comparar la iniciació dels nois amb la producció dels garamuts. En un moment de la cerimònia, quan els nois adornats i vestits són introduïts al poble per a ser observats, els espectadors s'aprofiten de les mateixes precaucions màgiques contra la visió aclaparadora de l'arribada de nous tambors d'escetxa. Això pressuposa la idea que la fusta es va carregar màgicament durant la construcció del tambor en un procés de transformació, raó per la qual cosa els cops de tambor es perceben com la veu del tambor.

### Transmissió de missatges
En la llengua monumbo, els tambors d'escletxa s'anomenaven ongar, igual que la casa fantasma dels oradors de Gapun (Taiap) (província de l'Est de Sepik), de la que van rebre el monumbo. Monumbo és una llengua papú poc coneguda que, juntament amb la tradició cultural dels seus antics parlants, ha desaparegut pràcticament des de la cristianització de principis del segle xx. Una anàlisi de Walter Graf sobre l'impacte de la transmissió de senyals es basa en la documentació de l'explorador Rudolf Pöch, que va fer enregistraments sonors de fonògraf de monumbo amb el fonògraf Edison 1904-1906.
Les possibilitats musicales del tambor d'escletxa només es van utilitzar de manera limitada en la transmissió de missatges; en qualsevol cas, els primeres investigadors de camp rara vegada van donar informació dels tons i en la majoria de recerques només parlaven de l'estructura rítmica i el volum. Segons Graf, els diferents tocs van ser importants en la interacció de diversos tambors a la península de Gazelle y entre els Kwoma en els trams superiors del Sepik. Les senyals de crida (biaka) del monumbo podrien haver estat acompanyades d'un cant tranquil o d'un recitat de text entre dents. Els cants o les paraules eren el punt de partida del ritme del tambor i, segons un patró determinat, estaven connectats amb una sèrie de ritmes. Per exemple, cinc pulsacions a intervals iguals poden estar separades per una o dues pulsacions simples o una pausa. A més a més, el monumbo tenia senyals de comunicació que transmetien continguts concrets però no es basaven en una estructura rítmica formada pel cant o el recitat.
Amb el Nor-Papua cada clan (poang) tenia la seva pròpia senyal de tambor, que duia el nom del mític progenitor, un cert esperit (möröb). La senyal de mortöb fou precedida per una certa seqüència introductòria. Altres pobles també van fer la connexió amb els seus avantpassats amb la senyal del tambor que caracteritzava al clan. Amb els Kwoma es va desenvolupar una nova senyal individual a partir de la del clan, si primer es tocava la senyal del clan patern d'una persona i després la del clan matern. Els joves adults de Monumbo van rebre les senyals del tambor difunt.
Estructuralment, predomina la seqüència de diversos sons curts i diversos llargs. Entre les correspondències emocionals de contingut generalitzat es troben els ritmes lents per a la mort, els ritmes curts per a les alarmes i els redobles de tambors per a les ocasions festives. A la Península de Gazelle, la senyal de mort diferia de la senyal de naixement només en tres tocs lents addicionals al principi. A l'illa de Kranket, prop de Madang, hi havia una senyal que deia "la dona ha de tornar a casa". Si després d'aquesta seqüència, pel demés inalterada, s'afegia l'element característic de la "mort", llavors el senyal del tambor volia dir "el seu marit és mort". Un autor anònim anotà a Steyler Missionboten no. 41 de 1913/14 com el contingut estava alineat en un llenguatge de tambors almenys mig madur: "Si el pare, per exemple, vol convocar al fill, que està al poble situat a l'est, primer toca el tambor per l'est, llavors la gent sap que ha d'escoltar atentament, i la gent de l'est sap que no va per ells". Llavors toca el tambor, després el del seu fill i l'avisa perquè hi vagi ràpid."
A la Península de Gazelle, els garamuts sempre es tocaven al matí i de nit, en la seva funció de generadors de missatges, ja fos per anunciar una ocasió festiva en general (tintiding) o per transmetre un missatge individual a una persona (kulatiding). Les crides a ocasions especials, tintiding (de ting, "investigar"), tenien lloc en cas de mort, l'anunci d'una guerra o una reunió important i per a reportar una cacera reeixida. Després del funeral d'un home del poble, els familiars dels morts distribuïen diners per la compra de musclos, que tornaven a casa per anunciar la mort del seu garamut a la tarda i l'endemà al matí. El senyal del tambor d'aquest dring s'anomenava ubugab ("beat blood") o but varveai ("beat announce"). Un redoble de tambors introductori era seguit pel missatge repetit de la mort, que alhora acabava amb un remolí.
El so del tambor després d'una cacera amb èxit era atraure els possibles compradors, que podrien comprar una part del bestiar de conreu per obtenir diners per marisc. Els senyals que demanaven l'inici en la lluita contra un enemic veí contenien missatges xifrats que havien estat prèviament anunciats en una reunió del poble. Això incloïa falsos senyals per enganyar l'enemic que escoltava. Almenys 20 dies abans d'un gran festival del poble (pidgin sing-sing) cada matí un garamut anunciava l'esdeveniment. Després d'un toc de tambor, seguit d'un petit descans i després a intervals, diversos cops individuals, acabaven amb un remolí.
El missatge individual (kulatiding) servia per cridar a algú a la seva casa, que havia anat al camp, al poble veí o a algun lloc desconegut. La gent més important tenia el seu propi senyal de tambor, que era coneguda per la majoria de membres del poble, de manera que pogués enviar un recordatori específic.
Hi ha un llenguatge propi de tambor diferenciat fins ara al districte de Yangoru. Algunes paraules clau tenen un patró rítmic únic. El vocabulari bàsic transferible inclou "respecte" (akwo), "final" (suo), "lloc de trobada" (pili) i noms de persones especials de garamut. Si el missatge només es percep en una direcció específica, conté un ritme per a aquesta direcció, com ara "est" (yembi-jause). Si el missatge està pensat per a tot el perímetre, els patrons de ritme de les quatre adreces cardinals estan units entre si. Un missatge individual conté el nom de la persona adreçada i la direcció de la seva ubicació des de la ubicació del tambor.
Per exemple, un missatge es refereix a un malalt de llarga durada que suposadament està infectat per un fantasma dolent. Ara, es tracta de convocar a totes les persones de la zona per parlar de quins medicaments utilitzar i si tothom vol que el pacient es mantingui viu. El missatge es tradueix en patrons rítmics un darrere de l'altre: 1) "Atenció" (akwo akwo), 2) "tell" (aohwie), 3) introdueix el nom del drumplayer (arihwi), 4), 5) "tell (què és) ", 6)" persona malalta "(hwahwatuo), 7)" digueu (què farem per ell?) "(aohwie), 8)" treure la llança "(no hauríem de permetre-li que morís, yilohwo), 9) "tot el món" (tuontuo) i 10) "han de venir" (per discutir el cas, wampili).
A més del ritme de benvinguda anjiji per a un nou tambor d'escletxa al poble es fa la seqüència de ritmes rima huasi wia kia. Significa "coco - nou de betel - pujar - baixar".